# Mózes Teréz
Mózes Teréz (Szilágysomlyó, 1919. november 6. – Tel-Aviv, 2023. január 19.) erdélyi magyar művészettörténész, néprajzi író. A történettudományok doktora (1977).

## Életútja
Nagyváradon érettségizett (1938), a Bolyai Tudományegyetemen szerzett művészettörténeti, néprajzi, valamint francia nyelv és irodalom szakon képesítő oklevelet (1949). Pályáját mint muzeológus Nagyváradon kezdte, ugyanott a Képzőművészek Népi Iskolájának tanára (1949–55), a Népi Alkotások Házának szakirányítója, majd igazgatója (1955–64). Mint a Körös-vidéki Múzeum néprajzi osztályának vezetője nyugalomba vonulásáig (1964–76) az egykori Püspöki Palotában kialakította Körös-vidéke átfogó alapkiállítását s feltérképezte e vidék tájegységeit.

## Szakírói munkássága
Néprajzi írásaival már a Művelődési Útmutatóban jelentkezett (1956), folytatólag a Művelődésben közölte dolgozatait a népviselet színpadi alkalmazásáról (1961), a művelődési otthonok szépítéséről a népi művészetek termékeivel (1963). A körösrévi és báródi fazekasságról szóló tanulmánya a Népismereti Dolgozatok (1975), az érmelléki borpincékről Bihar és Szatmár megyében ugyanitt (1980), a Körös-vidéki román irhabundákról szóló pedig a Korunk Évkönyv 1979 hasábjain jelent meg. Ismertető cikkeivel az Utunk, Korunk, Bihari Napló, Familia oldalain találkozunk, a Revista Muzeelor, Bihoria, Cibinium és más szaklapok tudományos munkatársa.

## Kötetei
- Portul popular din Bazinul Crişului Repede (francia, német, angol, orosz összefoglalással, Nagyvárad, 1968)
- Portul popular slovac din Nord-Vestul României (klny. a Bihorea folyóiratból, Nagyvárad, 1975)
- Portul popular din Bazinul Crişului Alb (Nagyvárad, 1975)
- Zona etnografică Crişul Repede (1984)
- Bevérzett kőtáblák – Deportálásom története (Nagyvárad, 1995)
- Nagyváradi zsidók (Nagyvárad, 1995)[4]
- A révi népi fazekasság monográfiája. A fehér kerámia helye a népművészet történetében; Partiumi és Bánsági Műemlékvédő és Emlékhely Bizottság–Királyhágómelléki Református Egyházkerület–Nagyváradi Római Katolikus Püspökség, Nagyvárad, 2004 (Partiumi füzetek)[5]

## Díjak, elismerések
- Díszoklevél Nagyváradtól a 90 éves írónak, néprajzkutatónak (2009. július 13.)[6]